# 櫻井あゆみ
櫻井 あゆみ（さくらい あゆみ、1987年7月11日 - ）は、日本の女優。三重県出身。株式会社エコーズ所属。

## 出演

### TV
- TBS「99.9　season2」第9話
- TBS「きみが心に棲みついた」第8話
- 日本テレビ「奥様は取り扱い注意」第4話
- フジテレビ　世にも奇妙な物語’17　春の特別篇「カメレオン俳優」
- テレビ東京「バイプレイヤーズ」第12話

### CM
- ポカリスエット　WEB-movie「フジロックコラボ」篇
- JKA　WEB-movie
- KIRIN　キリンメッツ　TV-CF「MJブラスター」篇
- クロレッツWEB-movie　スッキリ応援歌メーカーfeat.小室哲哉

### モデル
- ファッションECサイト「STYLEST」